# Italienische Verführung – School for Seduction
Italienische Verführung – School for Seduction (School for Seduction) ist eine britische Filmkomödie aus dem Jahr 2004. Regie führte Sue Heel, die gemeinsam mit Martin Herron das Drehbuch schrieb.

## Handlung
Die hübsche Italienerin Sophia Rossellini kommt aus Neapel nach Newcastle upon Tyne im Nordosten von England, um dort eine „Schule der Verführung“ zu eröffnen. An dem Kurs nehmen unter anderem die Managerin Claire, die alleinerziehende Mutter Kelly, ihre Chefin Iren und die junge und etwas verrückte Donna sowie Transvestitkünstler Tony teil. Alle vier Frauen haben große Probleme, so leidet Claire darunter, dass ihr Mann Craig nur noch eine zärtliche Beziehung zu seinem Sportflitzer „Charlotte“ führt, Kelly kann die Vorwürfe ihrer pubertierenden Tochter Lucy nur schwer ertragen, während sie selbst mit zwei Jobs jongliert, Iren empfindet ihre Ehe mit Derrick als eingefahren, und Donna ist mit ihrem bedeutungslosen Leben unzufrieden. Sophia versucht den Frauen Selbstbewusstsein und erotisches Bewegen beizubringen, vorerst mit mäßigem Erfolg. Doch die Frauen geben nicht auf, und schließlich schafft Donna es, mit Irens Sohn Mark eine Beziehung zu beginnen, der ihren Traum von Bedeutung teilt. Die beiden beschließen, nach Ghana zu gehen, um für ein Hilfsprojekt zu arbeiten.
Claire muss nach vielen Bemühungen erkennen, dass die Eifersucht ihres Mannes auf ihren Erfolg und sein grenzenloser Egoismus einer Fortsetzung der Ehe nicht möglich macht, und trennt sich von ihm, nicht allerdings, ohne vorher sein geliebtes Auto zu verschrotten und den gepressten Quader in das Ehebett zu legen.
Iren bittet ihren Mann schließlich wütend um die Scheidung, woraufhin er ihr klarmacht, warum er so zurückhaltend ist: Iren dominiert ihr gemeinsames Leben, so dass er gar keinen Platz darin findet. Entsetzt erkennt seine Frau, dass er recht hat, und bemüht sich um ihn, bis sich die beiden schließlich, ihre Liebe beteuernd, in den Armen liegen.
Kelly erkennt, dass ihr Weg zu einer besser bezahlten Stelle von ihrem skrupellosen Vorgesetzten Brian blockiert wird. Als er auch noch versucht, sie durch erfundene „Fehltritte“ zur Aufgabe zu zwingen, schmieden die Frauen mit Sophia einen Plan. Kelly erklärt ihm, sie würde ihre Bewerbung zurückziehen, und lockt den ahnungslosen Brian unter der Aussicht auf ein erotisches Erlebnis auf die Damentoilette eines Restaurants. Dort erwartet ihn allerdings Transvestit Tony, und die Frauen können ein verfängliches Foto schießen. Kelly bekommt den Job.
Während sich die Leben ihrer „Schüler“ einrenken, hat Sophia jedoch mit eigenen Problemen zu kämpfen. Ihr chauvinistischer Mann Giovanni, den sie bereits am Anfang des Filmes verließ, taucht ausgerechnet zur letzten Lektion in ihrem Kurs auf. Erschrocken vergisst Sophia ihren Akzent, und Donna erkennt in ihr ihre ehemalige Schulkameradin Gillian, die zusätzlich noch eine totale „Loserin“ gewesen sei. Auch die anderen Frauen reagieren enttäuscht, und so hat Giovanni ein leichtes Spiel, Gillian unter Drohungen zurück in die Ehe zu erpressen. Als die vier Frauen ihren Irrtum erkennen, fahren sie gemeinsam zu Gillians Wohnung, wo Giovanni seine Frau gerade in den Wagen zum Flughafen verfrachten möchte. Zunächst scheint das Plädoyer der Freundinnen fruchtlos zu sein, doch schließlich ändert Gillian ihre Meinung, löst sich endgültig von Giovanni, und die fünf Frauen ziehen aus, um sich selbst zu feiern.

## Kritiken
Das Lexikon des internationalen Films schrieb, der Film sei eine „gut gespielte Komödie in vertrauter Tradition“ der Filme wie Kalender Girls. Er unterhalte „weitgehend beschwingt […] mit überzeugenden Darstellern“ und verspotte „den britischen Alltag mit satirischen Seitenhieben.“
Die Lausitzer Rundschau vom 6. September 2007 schrieb, der Film sei eine „typisch englische Komödie, die das alte Thema der eingefahrenen Geschlechterrollen neu entdeckt“. Er lebe „von den unterschiedlichen Frauencharakteren, deren Alltag und sozialer Hintergrund im Mittelpunkt steht“.
Christopher Null schrieb auf www.filmcritic.com, der Film sei eine „lebhafte […] größtenteils harmlose“ Komödie. Der dritte Teil wirke aufgesetzt, auch wenn er den Film nicht ruiniere.

## Auszeichnungen
Sue Heel wurde im Jahr 2004 für den Emden Film Award nominiert.

## Hintergründe
Der Film wurde in Newcastle upon Tyne gedreht. Er hatte seine Weltpremiere am 14. Mai 2004 auf dem am Rande der Internationalen Filmfestspiele von Cannes stattfinden Cannes Film Market. Am 7. Oktober 2004 wurde er auf dem Dinard Festival of British Cinema vorgeführt.